# Portell de Migdia
El Portell de Migdia es troba a Montserrat (Catalunya), el qual és el gran coll que parteix Montserrat en les seues dues meitats: l'occidental (regions de Les Agulles, Frares Encantats i Ecos) i l'oriental (regions de Tabor -Sant Jeroni-, Tebaida -Sant Salvador- i Tebes -Santa Magdalena-).

## Descripció
És un paratge excepcional, ideal per a submergir-se en la immensitat de les parets i barrancs que constitueixen la fantasiosa orografia montserratina. A l'est, trobem la imponent paret de Sant Jeroni, territori salvatge en què pocs escaladors s'aventuren. A l'oest, hi ha les parets dels Ecos, amb la seua característica sobreposició de làmines de conglomerat gegantines. I com a cloenda d'aquest espectacle, plantades al bell mig del coll, hi trobem les Talaies, un conjunt de monòlits que sembla portat d'algun racó de la regió d'Agulles. Per accedir al Portell de Migdia hi ha dos itineraris interessants: el Torrent de Migdia (que és una atracció en si mateix) i la Canal de la Font de la Llum (el recorregut ombrívol i costerut d'aquesta canal permet veure de tant en tant les punyents parets de Sant Jeroni i Ecos des de la seua base).

## Accés
Cal deixar el cotxe al refugi de Santa Cecília. El refugi està al costat del monestir del mateix nom, al peu de la carretera BP-1103. Si hi ha lloc també podem aparcar al replà que hi ha davant de la Font de Santa Cecília. Travessem la carretera amb precaució i pugem per les escales que hi ha a la dreta de la font. De seguida, arribem a la cruïlla senyalitzada del GR 172. Girem a la dreta en direcció a Can Maçana pel camí de la Font de la Llum, i seguim pujant recte amunt per la canal. Grimparem per unes roques i seguirem progressant per pendents terrosos plens d'arrels. Cal anar amb compte amb la possible caiguda de pedres des de les altes parets de Sant Jeroni i els Ecos. Arribem al Portell de Migdia sense més problemes.